# Pećinsko ronjenje
Pećinsko ili speleo ronjenje je podvodno ronjenje u pećinama koje su barem delimično ispunjene vodom. Oprema koja se koristi varira u zavisnosti od okolnosti, i kreće se od ronjenja zadržavanjem vazduha do ronjenja korišćenjem sistema za disanje. Pećinsko ronjenje se generalno smatra vidom tehničkog ronjenja, zbog nedostatka slobodne površine za izranjanje tokom većeg dela ronjenja.
U Velikoj Britaniji ova aktivnost je produžetak uobičajnijeg sporta istraživanja pećina, a u Sjedinjenim Američkim Državama produžetak ronjenja. U poređenju sa klasicnim istraživanjem pećina i ronjenjem, postoji relativno mali broj onih koji praktikuju speleo ronjenje. To je delom i zbog specijalizovane opreme i veština koje su neophodne, a delom zbog visokih potencijalnih rizika, uključujući dekompresionu bolest i utapanja.
Uprkos ovim rizicima, pećine ispunjene vodom privlače ronioce i speleologe, zbog njihove često neistražene prirode, a za ronioce predstavljaju izazov tehnickog ronjenja. Podvodne pećine imaju širok spektar fizičkih karakteristika, a mogu da sadrži oblike faune koje nisu pronađene na drugim mestima.

## Istorija
Žak Iv Kusto (Jacques-Yves Cousteau), jedan od pronalazača prvog komercijalno uspešanog otvorenog kola skuba opreme, bio je prvi svetski pećinski ronilac. Međutim, mnogi pećinski ronioci su istrazivali pećine pre ovog izuma, sa aparatom snabdevanim kiseonikom s površine koji je koristio pupčana creva i kompresore. Ronjenje u svim svojim oblicima, uključujući speleo ronjenje, ozbiljno je napredovalo, otkad je Kusto predstavio akva-lung (podvodna pluća) 1943. godine.

## Oprema
Oprema koju koriste pećinski ronioci kreće od prilično standardnih rekreativnih skuba konfiguracija, do kompleksnijih aranžmana koji omogućavaju veću slobodu kretanja u zatvorenim prostorima, produženi domet u pogledu dubine i vremena, omogućavajući prelazak većih razdaljina u prihvatljivoj bezbednosti, i opreme koja pomaže sa navigacijom, u uobičajeno mračnim, često muljevitim i izuvijanim prostorima.
Skuba konfiguracije koje se češće nalaze u pećinskom ronjenju nego u ronjenju u otvorenim vodama uključuju nezavisne ili manifoldovane dvostruke cilindre, bočne pojaseve, sling cilindare, aparate za disanje i leđne i krilne pojaseve. 
Stejdž cilindri su cilindri koji se koriste da obezbede gas za deo penetracije. Oni mogu biti postavljeni na dnu arijane na pripremnim ronjenjima, da se mogu pokupiti za upotrebu u toku glavnog ronjenja, ili ih ronioci mogu nositi i spustiti kod linije tokom penetracije, da bi ih preuzmeli na izlasku.
Jedan od visokih rizika opasnosti pećinskog ronjenja je gubljenje u pećini. Upotreba arijane (linije vodilje) je standardno ublažavanje ovog rizika. 
Linije vodilje mogu biti permanentne ili postavljene i vraćene tokom ronjenja, koristeći pećinske kolute za razvijanje i skupljanje linije. 
Linijske strelice se koriste da ukažu prema najbližem izlazu, a linijski markeri se koristi da označi upotrebu linije od strane tima ronilaca.
Mulj zavrtnji su kratke krute cevi (obično plastične) sa jednim zaoštrenim krajem i zarezom ili otvorom na drugom kraju koji se postavljaju da se obezbedi linija, oni se postavljaju u mulj ili nanose pećinskog poda da bi zakačili arijanu za njih, kada nema odgovarajućih prirodnih mesta za kačenje.
Ronilačka pogonska vozila, ili podvodni skuteri, ponekad se koriste da prošire domet ronjenja smanjenjem obima posla ronioca i omogućavaju brže putovanje u otvorenim delovima pećine.

## Rizici
Pećinsko ronjenje je jedno od najizazovnijih i potencijalno opasnih vrsta ronjenja ili istraživanja pećina i predstavlja mnoge opasnosti. Pećinsko ronjenje je oblik penetracionog ronjenja, što znači da u slučaju opasnosti ronilac ne može da pliva vertikalno na površinu, zbog plafona pećine, i tako mora plivati ceo put nazad. Podvodna navigacija kroz pećinski sistem može biti teška i izlazne rute mogu biti na znatnoj udaljenosti, zahtevajući od ronioca da ima dovoljno gasa za disanje da ostvari put.
Vidljivost može da varira od skoro neograničene do niske, ili čak nepostojeće, a može ići iz jedne krajnosti u drugu u toku jednog ronjenje. Nivo tame stvara okruženje u kom je nemoguće videti bez veštačkog oblika svetlosti. Pećine često sadrže pesak, blato, glinu, mulj ili drugi talog koji u trenutku podizanja mogu dodatno smanjiti vidljivost.
Pećine mogu da nose jake struje vode. Većina pećina se pojavljuje na površini u obliku izvora ili sifona. Izvori imaju spoljašnji tok, gde voda izlazi iz zemlje i teče preko površine zemljišta. Sifoni imaju unutrašnji tok gde nadzemna reka teče pod zemljom. Neke pećine su složene i imaju tunele i sa spoljašnjim i sa unutrašnjim vodenim strujama, što može izazvati ozbiljne probleme za ronioca.
Pećinsko ronjenje se smatralo za jedan od smrtonosnijih sportova u svetu. Ovaj stav je sporan jer velika većina ronilaca koji su izgubili živote u pećinama ili nisu prošli specijalizovane obuke ili su imali neadekvatnu opremu za to okruženje. Ne postoji nijedna pouzdana baza podataka na svetu koja sadrži sve smrtne slučajeve prilikom pećinskog ronjenja. Takva statistika, međutim, ukazuju na to da je vrlo malo ronioca umrlo dok je pratilo prihvaćene protokole i dok je koristilo opremu koju je prihvatilo pećinsko ronilačko društvo. U vrlo retkim slučajevima izuzetka ovog pravila, razlog su bile neuobičajene okolnosti.

## Mere bezbednosti
Publikacija Osnove pećinskog ronjenja: Plan za preživljavanje koju je napisao Šek Eksli (eng. Sheck Exley) je donela pet opštih pravila ili faktora koji doprinose bezbednom pećinskom ronjenju i koja su medjuvremenu popularizovana, prilagođena i postala opšte prihvaćena. U ovoj knjizi, Eksli je analizirao stvarne nesreće koje su se dogodile prilikom pećinskog ronjenja, kao i faktore koji su tim nesrećama doprineli. Uprkos jedinstvenosti svakog pojedinačnog nesrećnog slučaja, Eksli je utvrdio da je najmanje jedan od malog broja glavnih faktora doprineo za svaki od njih. Ova tehnika za pronalaženje zajedničkih uzroka među njima se sada zove analiza udesa, i uči u uvodnim kursevima speleo ronjenja. 
Eksli je istakao veliki broj pravila speleo ronjenja, ali ovih pet su najpoznatija:
- Obuka: Siguran pećinski ronilac ne prelazi namerno granice svoje obuke. Speleo ronjenje se uči u fazama, a svaka naredna faza se fokusira na složenije aspekte pećinskog ronjenja. Svaka faza obuke ima za cilj da se spoji zajedno sa iskustvom pre prelaska na viši nivo. Analiza nedavnih nesrećnih slučajeva u speleo ronjenju je dokazala da akademski trening bez iskustva nije dovoljan u slučaju podvodnog vanrednog stanja.
- Linija vodilja: Kontinuirana linija se održava u svako doba između vođe ronilačkog tima i fiksne tačke izabrane izvan pećine u otvorenoj vodi. Kada je postavlja, vodja ekspedicije vodi računa da se osigura odgovarajuća napetost na liniji. U slučaju da se dogodi neka nepredviđena opasnost, ostali ronioci mogu naći zategnutu liniju i pratiti ga do ulaza u pećinu. Nepravilna upotreba ove linije se navodi kao najčešći uzrok smrtnosti među nedovoljno istreniranim roniocima.[2]
- Pravilo dubine: Potrošnja gasa i dekompresija se povećavaju sa dubinom, i veoma je važno da pećinski ronilac ne prelazi plan ronjenja ili maksimalnu radnu dubinu za gasnu smešu koju koristi.
- Upravljanje vazduhom: Najčešći protokol je "pravilo trećine," u kojem se koristi jedna trećina od početnog snabdevanja gasom za ulazak, jedna trećina za izlazak, a jedna trećina za podršku još jednog člana tima u hitnom slučaju.[3]
- Svetla: Svaki pećinski ronilac mora imati tri nezavisna izvora svetlosti. Jedan se smatra najvažnijim, a druga dva služe kao rezerve . Svako svetlo mora imati očekivano vreme gorenja koje iznosi najmanje onoliko koliko i planirano vreme ronjenja. Ako se pokvari bilo koje od tri izvora svetlosti jednog ronioca, ronjenje je opozvano i završeno za sve članove tima.

## Pećinsko ronjenje u Srbiji
- Krupajsko vrelo je izvor Krupajske reke. Nalazi se u istočnoj Srbiji, u zapadnom podnožju planine Beljanice. Vrelo se nalazi se na nadmorskoj visini od 235 metara i spada među najveće kraške izvore u Srbiji. Do 1946. godine vrelo je izbijalo iz pećinskog otvora јаkom snagom ргасепоm hukom, u vidu rečnog toka koji је pocinjao sifonom. Tada је oko 10 metara nizvodno podignuta betonska brana koja је formirala jezero dužine 40 i širine 17 metara za potrebe valjarice i mlina koji i danas radi. Danas se vidi samo deo otvora pećine, a prvobitni izvor je potopljen. Temperatura vode na izvoru se kreće od 9-11 С. lstraživanjem ovog vrela do sada se došlo do dubine od 123 metra. Ovo je jedna od najpopularnijih lokacija za pećinsko ronjenje u Srbiji.
- Jelovičko vrelo nalazi se obroncima Stare planine nekih tridesetak kilometara od Pirota. Vrelo je izvor Jelovičke reke i jedno je od najjačih vrela u okolini. Nalazi se na nadmorskoj visini od oko 700m i odlikuje se bistrom vodom u kojoj je rastvoreno vrlo malo taloga. Ceo predeo je krečnjacki i obliznji vrhovi planina su goli što objašnjava i veoma malu količinu sedimenta. Ronjenje je moguće tokom cele godine sem u proleće kad se tope snegovi i kada vrelo jako izbacuje vodu i preliva ceo kraj.
- Vrelo reke Crni Timok se nalazi u selu Krivi Vir, a hladna voda izbija iz pećine Pećura. Vidljivost je dosta dobra, ali u vodi ima belog sedimenta, pa kada se upali jaka lampa voda dobija magličastu belinu
- Lazareva pećina se nalazi se u istočnoj podgorini Kučaja. Od Zlota je udaljena 3 km, od Brestovačke banje 14 km i od Bora 21 km. Ulaz u pećinu je na nadmorskoj visini od 291 m i nalazi se na levoj strani Lazareve reke. U blizini se nalazi još par speleološih objekata koji su zajedno sa ovom pećinom poznati i pod nazivom „Zlotske pećine“. Pećinu je izgradila podzemna reka koja i dalje prolazi kroz nju. Sa ukupnom dužinom istraženih tunela od 9818m, smatra se najdužom pećinom u Srbiji.
- Pećina Ponara: Područje u kome se nalazi pećina Ponara poznata i kao Plandište obuhvata Baćevačku krašku oblast koja pripada valjevskoj podgorini i prostire se jugoistočno od Valjeva. Ulaz u pećinu nalazi se u selu Golubac i pripada slivu reke Ribnice. Ulaz je na 370 metara nadmorske visine. Pećina se razvila u početnom delu doline Golubsko polje. Kraška dolina u kojoj se razvila pećina prostire se ka severozapadu. Po njenom dnu su u nizu poredjane levkaste vrtače čije dubine ne prelaze 10m. Do sada je istraženo ukupno 968 metara kanala koji se završavaju sifonskim jezerom, prečnika i dubine 3 metra.

## Literatura
- "Skin Diver Killed in Submerged Cave", The New York Times, May 16, 1955, Page 47.
- Basic Cave Diving: A Blueprint for Survival, Sheck Exley 1977.

## Spoljašnje veze
- The Cave Diving Website
- Global Underwater Explorers
- Beogradska škola ronjenja
- Atlas of Caves Worldwide caveatlas.com
  - Florida Cave & Cavern List caveatlas.com
- Article Cave Diving Group, UK, 28 March 2010
  - Cave Diving Group manual Cave Diving Group, UK,
- Woodville Karst Plain Project
- Wakulla system
- Global Underwater Explorers